# Villafranca d'Asti
Villafranca d'Asti är en ort och kommun i provinsen Asti i regionen Piemonte i Italien. Kommunen hade 3 017 invånare (2018).